# Pont Marie (metropolitana di Parigi)
Pont Marie è una stazione della Metropolitana di Parigi sulla linea 7, sita nel IV arrondissement di Parigi.

## La stazione
La stazione venne aperta nel 1926 ed il suo nome ricorda il Pont Marie nei cui pressi è situata.

## Interconnessioni
- Bus RATP - 67